# Aketi
Aketi è un centro abitato della Repubblica Democratica del Congo, situato nella Provincia del Basso Uele.